# Biekariewo
Biekariewo (ros. Бекарево) – wieś w Rosji, w rejonie szeksnińkim obwodu wołogodzkiego. W 2010 r. liczyła 5 mieszkańców.